# Inde aux Jeux olympiques d'hiver de 1988
L'Inde participe aux Jeux olympiques d'hiver de 1988, qui ont lieu à Calgary au Canada. Ce pays, représenté par trois athlètes en ski alpin, prend part aux Jeux d'hiver pour la troisième fois de son histoire.

## Résultats

### Ski alpin
Hommes
| Athlète           | Épreuve | Manche 1      | Manche 2      | Total         | Total |
| Athlète           | Épreuve | Temps         | Temps         | Temps         | Rang  |
| ----------------- | ------- | ------------- | ------------- | ------------- | ----- |
| Gul Dev           | Slalom  | DSQ           | –             | DSQ           | –     |
| Kishor Rahtna Rai | Slalom  | 1 min 31 s 42 | 1 min 20 s 79 | 2 min 52 s 21 | 49e   |

Femme
| Athlète        | Épreuve | Manche 1      | Manche 2      | Total         | Total |
| Athlète        | Épreuve | Temps         | Temps         | Temps         | Rang  |
| -------------- | ------- | ------------- | ------------- | ------------- | ----- |
| Shailaja Kumar | Slalom  | 1 min 26 s 98 | 1 min 25 s 29 | 2 min 52 s 27 | 28e   |

DSQ : Disqualifié